# Benno von Platen
Benno Ulrich von Platen (* 11. Juli 1846 in Luxemburg; † 25. Juli 1926 in Katzborn) war ein preußischer Generalmajor und Kommandeur der 10. Infanterie-Brigade.

## Leben

### Herkunft
Benno entstammt dem märkischen Adelsgeschlecht von Platen. Er war ein Sohn des preußischen Majors Friedrich von Platen (1796–1862) und dessen dritter Ehefrau Lucina von Billerbeck (1809–1870).

### Militärkarriere
Platen besuchte die Kadettenhäuser in Kulm und Berlin. Anschließend wurde er am 9. April 1864 als Sekondeleutnant dem 8. Westfälischen Infanterie-Regiment Nr. 57 der Preußischen Armee überwiesen. Zwei Jahre später nahm er während des Krieges gegen Österreich an den Schlachten bei Münchengrätz und Königgrätz teil und wurde für sein Verhalten mit dem Kronen-Orden IV. Klasse mit Schwertern ausgezeichnet. Zur weiteren Ausbildung absolvierte Platen ab Oktober 1867 die Kriegsakademie. Zunächst als Zug-, später zeitweise als Kompanieführer nahm er 1870/71 während des Krieges gegen Frankreich an den Kämpfen bei Gravelotte, La Maxe, Les Tapes, Joigny, Ladon, Vendôme, Monnaie, Villeporcher, Beaune-La-Rolande und Château-Renault teil.
Zwischenzeitlich zum Premierleutnant aufgestiegen und mit dem Eisernen Kreuz II. Klasse ausgezeichnet, war Platen nach dem Friedensschluss von Oktober 1871 bis Juni 1872 Adjutant des II. Bataillons. Nach einem zweijährigen Kommando als Erzieher am Berliner Kadettenhaus erfolgte Ende April 1875 seine Kommandierung zum Großen Generalstab. Platen wurde am 16. Dezember 1876 zum Hauptmann befördert und Mitte April 1877 unter Stellung à la suite seines Regiments in den Nebenetat des Großen Generalstabs zur Trigonometrische Abteilung versetzt. Unter Belassung in seiner Stellung wurde er Ende März 1879 à la suite des Generalstabs gestellt. Mit der Ernennung zum Kompaniechef im 1. Westpreußischen Grenadier-Regiment Nr. 6 kehrte Platen am 22. März 1881 in den Truppendienst zurück, wurde Mitte Mai 1888 als Major dem Regiment aggregiert und Ende Juni 1888 einrangiert. Daran schloss sich vom 21. Juli 1889 bis zum 17. April 1893 eine Verwendung als Kommandeur des II. Bataillons im 2. Thüringischen Infanterie-Regiment Nr. 32 in Meiningen an. Anschließend wurde Platen als Oberstleutnant etatmäßiger Stabsoffizier im Infanterie-Regiment Nr. 128 nach Danzig versetzt. Unter Stellung à la suite beauftragte man ihn am 20. Mai 1896 mit der Führung des Füsilier-Regiments „Prinz Heinrich von Preußen“ (Brandenburgisches) Nr. 35 in Brandenburg an der Havel und ernannte ihn am 16. Juni 1896 mit der Beförderung zum Oberst zum Regimentskommandeur. Am 3. Juli 1899 avancierte Platen zum Generalmajor und Kommandeur der 10. Infanterie-Brigade in Frankfurt (Oder). In Genehmigung seines Abschiedsgesuches wurde er am 22. Juli 1900 unter Verleihung des Roten Adlerordens II. Klasse mit Eichenlaub und mit der gesetzlichen Pension zur Disposition gestellt.
Er war lange Jahre Senior der Familie von Platen, starb unverheiratet am 25. Juli 1926 in Katzborn und wurde dort drei Tage später beigesetzt.